# ハーバート・ソベル
ハーバート・マクスウェル・ソベル・シニア（Herbert Maxwell Sobel Sr.、1912年1月26日 - 1987年9月30日）は、アメリカ合衆国の軍人。第二次世界大戦中、アメリカ陸軍第101空挺師団第506歩兵連隊第2大隊E中隊を指揮した。

## 生い立ち
ソベルはイリノイ州シカゴのユダヤ人家庭に生まれた。インディアナ州の寄宿制私立校カルバー・ミリタリー・アカデミー、イリノイ大学を卒業し、衣料品の販売員として働いていた。

## 軍歴
大学卒業後、陸軍予備役士官に任官。1941年3月からはカンザス州フォート・ライリーにて憲兵隊員として勤務。その後、第506歩兵連隊への配属を志願した。ソベルはキャンプ・トコアにて新設された同連隊E中隊の指揮官に任命された。
ソベルに課された任務は、自分とともにこの新しい中隊に配属された新兵らをエリート空挺兵に鍛え上げることである。極めて過酷な訓練を行い、些細な違反行為にも厳しい罰則を課していたソベルは、新兵らから「空挺靴を履いた悪魔」（the devil in jump boots）と陰口を叩かれた。
ソベル自身は決して運動神経が優れていたわけではなかったが、訓練には自らも加わっていた。当時訓練を受けたドナルド・マラーキーによれば、有名なカラヒー山を走る訓練の際、ソベルはストップウォッチを片手に走り、山頂に到達した後に「506の他所の隊なら十分な記録だ。だが、E中隊では不十分だ！」（This might be good enough for the rest of the 506th, but it’s sure as hell not good enough for Easy Company!）と語っていたという。
ノルマンディー上陸作戦の直前、英国での訓練の後、ソベル大尉はE中隊の隊長を解任され、チルトンフォリアット・ジャンプスクールに転任させられた。
ソベルは訓練教官としては優れていたものの、野戦指揮官としての適正に欠けていた。彼は地図を読むことや戦況の変化に適応することが苦手で、また隊員と十分な関係を築くことが出来ていなかった。その後、ソベルの能力の欠如が戦場で部下の命を危険に晒すと主張するE中隊の下士官らが命令への不服従を宣言するに至った。この下士官らは処罰を受けたものの、同時にソベルの指揮官としての適正も疑われることとなる。こうしてソベルはE中隊長の職を離れたのである。
トーマス・ミーハン中尉が後任のE中隊隊長となった。ソベルは、Ｅ中隊がマーケット・ガーデン作戦に参加する少し前に第506連隊に再配属された。サルベ・マシソンの後任の兵站士官としてであった。

## 晩年
戦後、合衆国に戻り電機メーカーで会計係として働いた後、朝鮮戦争に召集された。その後陸軍州兵に留まった。最終的な階級は中佐。結婚し3人の子をもうけたが、やがて離婚して子供たちとも連絡をとらなくなり一時消息が分からなくなった。1980年代後半、ソベルは小口径のピストルで拳銃自殺を図った。弾丸は左のこめかみから眼球の直ぐ後ろを貫通し、反対側のこめかみから抜け出た。ソベルは、一命は取り留めたものの、視神経を損傷し失明した。晩年の17年間をイリノイ州ウォキーガンの退役軍人省介護施設で過ごし、1987年9月30日栄養失調のため亡くなった。

## 評価
強圧的な態度でE中隊隊員の反感を買っていたが、そのソベルへの憎しみがE中隊の結束を強固なものにした。また、米国内で施した厳しい訓練が後の欧州戦線で多くの隊員の命を救うことともなり、ソベルを憎みながらも「E中隊をつくったのはハーバート・ソベルである」と認める隊員も多い。元空挺隊員のマラーキーはこうしたソベルのやり方が隊員が誇りを持つことに繋がったことも指摘し、いずれ来る困難のために兵士を鍛えているのも明らかだったと理解を示した。E中隊を率いたリチャード・ウィンターズも、「E中隊が優れていた理由の1つが、ソベル大尉にあることに疑いの余地はない」（One of the reasons that Easy Company excelled was undoubtedly Captain Sobel.）と述べている。
家庭を持った後のソベルは妻を溺愛していたほか、父としては厳しいながらも子供思いで、会計士としての収入の多くを子供の教育費用として貯金していた。次男マイケル・ソベル（Michael Sobel）は、青年期に左翼サークルに参加して以来、保守的な父ハーバートと対立して疎遠になっていたものの、書籍『バンド・オブ・ブラザース』およびこれを原作にしたテレビシリーズが公開された後、これらの作品における父の描き方に反論した。マイケルは父は無能でも短気でもなく、訓練における「憎まれ役」を作る必要性を理解していたのだと語った。